# Deuterojesaja
Deuterojesaja ("andra Jesaja") är, enligt den inom bibelvetenskapen dominerande synen på bibelboken Jesajas tillkomst, beteckningen på bokens fyrtionde till femtiofemte kapitel som tros vara skrivna senare än kapitel 1-39, på 500-talet f.Kr. Deuterojesaja kallas också den okände profet som tros ha skrivit dessa kapitel. Han riktar sig till ett Israel som är skingrat i den babyloniska fångenskapen. Han talar om perserkungen Kyros som den som ska ge folket dess frihet åter och låta dem återvända till Jerusalem. Kyros (som nämns vid namn) erövrade Babylon 539 f.Kr.
Jesaja 40-55 innehåller bland annat de fyra sångerna om Herrens tjänare, en följd av profetior eller psalmer som tolkats som gällande Messias och, i kristendomen, Jesus. Exempel på detta är Jes 52:13-53:12. Detta avsnitt brukar kallas "Herrens lidande tjänare" och dess bakgrund är starkt omdiskuterad bland exegeter. Det råder också delade meningar om ifall de fyra tjänaresångerna hört till Deuterojesaja från början eller om de tillkommit för sig själva, och infogats några generationer senare.
Jesajabokens tredje del börjar vid kapitel 56. Det historiska läget är nu att judarna har återvänt från Babel till landet Israel. Det är osäkert om hela den tredje delen härrör från en anonym författare ("Den tredje Jesaja") eller om det är fler som bidragit. En del forskare och översättare anser att dessa kapitel också skrivits av Deuterojesaja, men då under de svåra åren efter att folket återvänt till ett skövlat land, t.ex. Martin Buber och Viveka Heyman. Dateringar av enskilda stycken är också osäkra.

## Fotnoter
1. ↑  Schultz, Samuel J. (1989) [1980]. ”Jesaja och hans budskap”. Gamla testamentet talar (3). International Correspondence Institute. sid. 272. ISBN 91-536-0496-2
2. ↑  Bibelkommissionen (2001). ”Noten till Jesaja 40:1”. Uppslagsdel till Bibel 2000
3. ↑  se Heymans inledning till sin översättning: Jesajas bok, Lund, Bo Cavefors förlag, 1979
4. ↑  Bibelkommissionen (2001). ”Noten till Jesaja 56:1”. Uppslagsdel till Bibel 2000
5. ↑  Klaus Koenen (2005). ”Tritojesaja/Tritojesajabuch”. WiBiLex. Deutsche Bibelgesellschaft. https://bibelwissenschaft.de/stichwort/12000/.